# Comté de Randolph (Arkansas)
Pour les articles homonymes, voir Comté de Randolph.
Le comté de Randolph (en anglais : Randolph County) est un comté des États-Unis, situé dans l'État de l'Arkansas. Au recensement de 2010, il comptait 17 969 habitants. Son siège est Pocahontas.

## Démographie
| 1840  | 1850  | 1860  | 1870  | 1880   | 1890   | 1900   | 1910   |
| ----- | ----- | ----- | ----- | ------ | ------ | ------ | ------ |
| 2 196 | 3 275 | 6 261 | 7 466 | 11 724 | 14 485 | 17 156 | 18 987 |

| 1920   | 1930   | 1940   | 1950   | 1960   | 1970   | 1980   | 1990   |
| ------ | ------ | ------ | ------ | ------ | ------ | ------ | ------ |
| 17 713 | 16 871 | 18 319 | 15 982 | 12 520 | 12 645 | 16 834 | 16 558 |

| 2000   | 2010   | - | - | - | - | - | - |
| ------ | ------ | - | - | - | - | - | - |
| 18 195 | 17 969 | - | - | - | - | - | - |